# Федиверс
Федиверс або федесвіт (англ. fediverse) — неформальна назва, що об'єднує низку соціальних мереж, які сумісні між собою. Термін є контамінацією англійських слів federation (федерація) та universe (всесвіт). Кожен із серверів федиверсу є незалежним від інших, але разом вони утворюють мережу, в якій сервери обмінюються повідомленнями та вмістом за допомогою стандартизованих протоколів (OStatus, ActivityPub). Таким чином, користувачі будь-якої з мереж, що належить до федиверсу, можуть вільно спілкуватися одне з одними незалежно від того, чи знаходяться на одному й тому ж сервері, чи на різних. Станом на вересень 2023 за даними пошукового робота FediDB до федиверсу приєдналося щонайменше 24 713 серверів.

## Історія
У 2008 році Еван Продрому, засновник соціальної мережі identi.ca, опублікував програмне забезпечення для мікроблогінгу GNU social на умовах вільної ліцензії — GNU Affero General Public License (AGPL) — та протокол OStatus для комунікації між серверами. Але, крім сервера identi.ca, з'явилися лише кілька, якими люди керували для власного використання. У 2013 році Еван Продрому перевів identi.ca на нове програмне забезпечення під назвою pump.io, яке продовжувало використовувати протокол OStatus. Проєкти Friendica та Hubzilla Mastodon і Pleroma також імплементували OStatus, таким чином розширивши fediverse[джерело?] (хоча Mastodon і Pleroma відтоді відмовилися від OSStatus на користь ActivityPub). [непевність]
У січні 2018 року W3C представив протокол ActivityPub, спрямований на покращення взаємодії між різними пакетами програмного забезпечення, які працюють у широкій мережі серверів. Станом на серпень 2018 цей протокол підтримували тринадцять програмних пакетів і він домінував у федиверсі.

## Комунікаційні протоколи, що використовуються у федиверсі

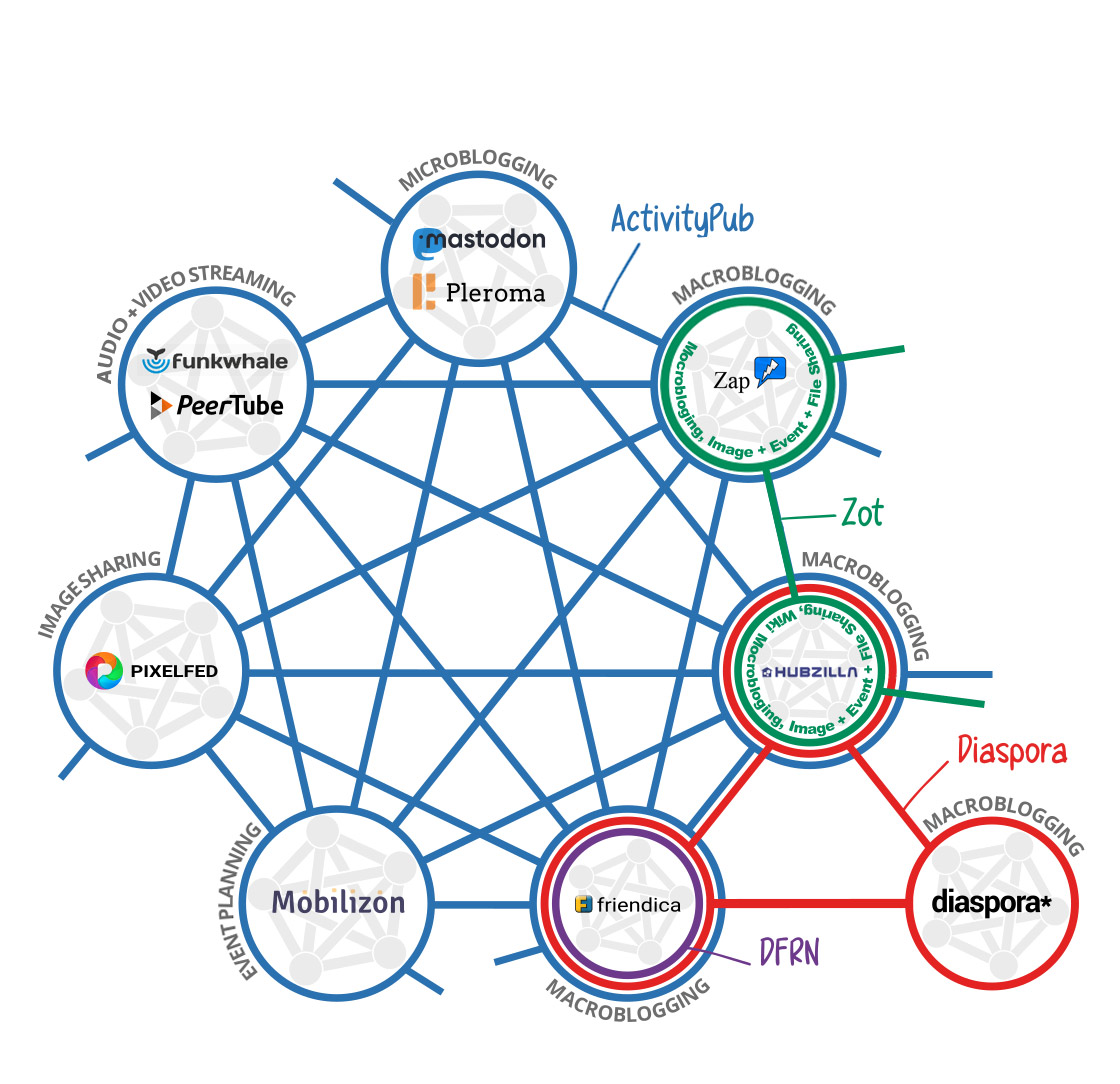
Протоколи федиверсу

Ці комунікаційні протоколи, що реалізують відкриті стандарти, використовуються у федиверсі:
- ActivityPub
- Мережа Diaspora
- OStatus
- Zot & Zot/6[9]

## Мережі федиверсу

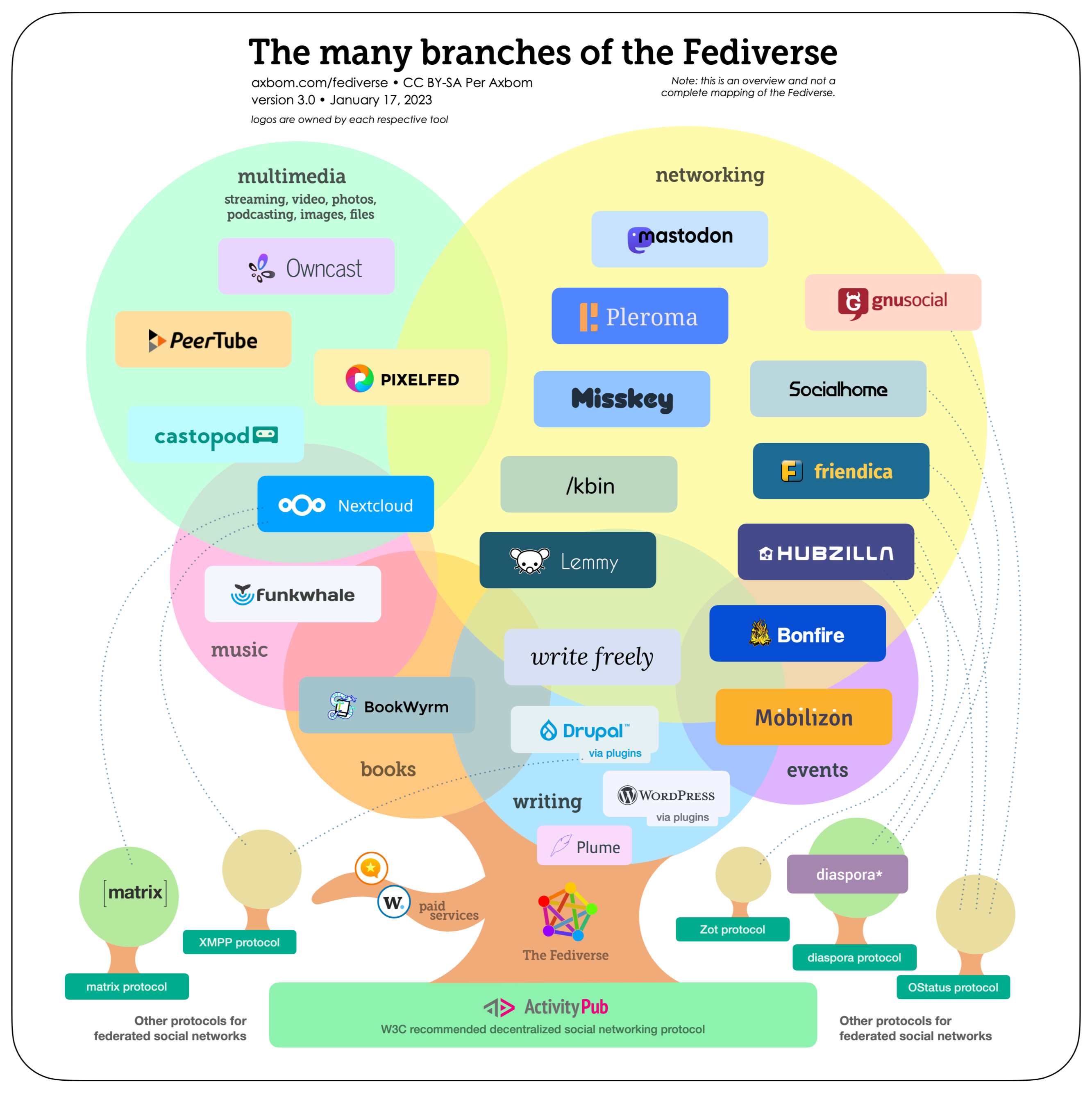
Мережі федиверсу

федиверс об'єднує різні види мереж, що працюють на основі вільного програмного забезпечення і мають різну специфіку застосування. Приклади таких мереж:
- Мікроблоги (аналог Twitter): Akkoma, Mastodon, Misskey, Pleroma
- Блоги: Plume, WriteFreely
- Фото (аналог Instagram): Pixelfed
- Музика і подкасти (аналог SoundCloud): Funkwhale
- Відео (аналог YouTube): PeerTube
- Книги (аналог Goodreads): BookWyrm
- Організація і координація подій: Mobilizon
- Різножанрові або універсальні: Friendica, Hubzilla

Оскільки всі згадані мережі є частиною федиверсу, користувачі можуть спілкуватися з користувачами будь-якої з мереж — наприклад, бачити у Мастодонті публікації від користувача з Pixelfed чи PeerTube.

## Безпека
Повідомлення користувачів у федиверсі не захищені наскрізним шифруванням, а тому їх можна перехопити та вони доступні адміністратору сервера, на якому користувачі зареєстровані[неавторитетне джерело].
У 2023 році дослідники з Інтернет-обсерваторії Стенфордського університету (англ. Stanford Internet Observatory) провели дослідження публікацій у федиверсі, які поширюються за протоколом ActivityPub та зокрема через Mastodon, та прийшли до висновку, що децентралізація ускладнює модерацію, зокрема для усунення зображень насильства, самопошкодження, насильства проти дітей, мови ворожнечі, пропаганди тероризму та дезінформування, особливо на серверах, де адміністратори обмежені в ресурсах або вирішили не вживати заходів, у зв'язку з чим для виявлення та запобігання поширенню дитячої порнографії (англ. CSAM), зроблених без згоди інтимних зображень (англ. NCII) та іншого шкідливого або нелегального контенту та дій в майбутньому розробникам необхідно буде інтегрувати технології ідентифікації та фільтрування зображень, зокрема PhotoDNA, та підтримку звітів про сексуальне насильство над дітьми (англ. CyberTipline).